# Pachypodisma
Pachypodisma är ett släkte av insekter. Pachypodisma ingår i familjen gräshoppor.
Kladogram enligt Catalogue of Life:
| Pachypodisma | \| \| Pachypodisma crassa \| \| \| \| \| \| Pachypodisma lezgina \| \| \| \| |
|              | \| \| Pachypodisma crassa \| \| \| \| \| \| Pachypodisma lezgina \| \| \| \| |
|              | Pachypodisma crassa                                                          |
|              |                                                                              |
|              | Pachypodisma lezgina                                                         |
|              |                                                                              |